# La Buena Vida (banda)
La buena vida fue un grupo de indie pop de San Sebastián (País Vasco, España) que estuvo en activo desde 1988 y se interrumpió en 2011, tras el fallecimiento de uno de sus componentes, Pedro San Martín, en accidente de tráfico. Previamente, en 2009, Irantzu Valencia, la voz femenina de la formación, anunció que dejaba el grupo por motivos personales.
Los exmiembros de La buena vida, Mikel Aguirre, José Luis Lanzagorta e Iñaki de Lucas fundaron el grupo Amateur en 2014 y Javier Sánchez sigue con su proyecto musical AMA.
La Buena Vida grabó siete álbumes y catorce EP, manteniendo su música en una línea de soft rock a menudo denominada Sonido Donosti con letras líricas e ingeniosas. 

## Biografía
Su carrera se puede dividir en dos etapas diferenciadas en las que emplean un sonido y estilo de composición bastante diferentes. 

### Primera etapa 1988 - 1996
En la primera de ellas, se pueden apreciar muchas similitudes en sonido y actitud con los grupos englobados en la etiqueta Twee Pop , en especial con los que grababan en el sello independiente Sarah Records y con sus paisanos Aventuras de Kirlian. También recogen influencias del pop de grupos de finales de los años 1960 tales como Love, Beatles, Beach Boys, Velvet Underground, Honeybus y Vainica Doble, aunque con toques cercanos a la bossa nova y el soul. Asimismo, han reconocido la influencia de la chanson francesa (Serge Gainsbourg o Françoise Hardy). 
Sus letras en esta primera etapa reflejan las vivencias cotidianas, los sentimientos y las inquietudes de chicos normales de su edad (rondaban los dieciocho años) utilizando un tono melancólico y evocador, y siempre con una enorme naturalidad que les alejaba de artificios y poses.
Canciones destacables de esta primera etapa son Magnesia, Menta y agua, Mira a tu alrededor o En bicicleta.

### Segunda etapa 1997 - 2009
Su segunda etapa comenzaría a partir del álbum de Soidemersol (1997), en el que partiendo de sus influencias de siempre y conservando su propia personalidad, comienzan a utilizar exquisitos arreglos orquestales en sus canciones. También sus letras se hacen más maduras, reflejando sentimientos más complejos y siendo en muchas ocasiones mucho más amargas y menos ingenuas que las de sus inicios. 
El disco Soidemersol (cuyo nombre es “Los Remedios”, pero al revés), fue distribuido por la discográfica Universal, previendo un éxito de ventas que no llegó.
En Panorama (1999), La buena vida se afianza y sigue con el sonido iniciado en el anterior álbum, evolucionando a letras más melancólicas y amargas pero envuelto en un sonido naif e intimista. En este álbum el grupo experimenta con la electrónica a través de sintetizadores si bien dicha experimentación no tuvo continuación en discos posteriores. También se consolidó el cambio definitivo de las guitarras por los teclados y por primera vez incluyen tres canciones instrumentales. El primer sencillo fue Tormenta en la mañana de la vida. La edición en vinillo incluyó la canción extra Mil ventanas abiertas al principio de la cara B.
La consagración llegó finalmente con Hallelujah!, álbum de 2001 que cuenta con portada diseñada por Javier Aramburu. Para su grabación acudieron a Praga (República Checa), para dotar a las canciones de los arreglos de una orquesta de veinticinco músicos. Previamente había acudido al estudio Elkar, donde contaron con la producción de Joserra Semperena. Este disco supuso un salto cualitativo, incluyendo su canción más conocida Qué nos va a pasar.
En 2003 cambiaron de discográfica de Siesta a Sinnamon, y editaron Álbum, que contiene su único número 1 en la lista de ventas de sencillos, la canción Los planetas cantada a dúo con Jota, cantante del grupo Los Planetas. Su siguiente sencillo, Un actor mexicano, mantuvo el éxito del álbum.
En 2006 editaron Vidania, con el primer sencillo La mitad de nuestras vidas. A la postre, sería el último álbum que sacarían con la formación al completo. 
En 2009, Irantzu Valencia, la voz femenina del grupo, anuncia su retirada por motivos personales. Mikel Aguirre quedaba como la única voz de la formación. Ese mismo año, el resto del grupo lanza el EP Viaje por países pequeños, un conjunto de canciones en tono desenfadado y que manifestaba la intención del grupo de continuar musicalmente pese a la baja de Irantzu Valencia.
En 2011, el fallecimiento de Pedro San Martín el 15 de mayo en un accidente de tráfico truncó la continuidad del grupo. El 29 de octubre de ese mismo año se celebró el PSM Festival, en su homenaje. En dicho concierto-homenaje actuaron grupos como Nosoträsh, Pauline en la Playa, Sr. Chinarro, Los Planetas, Nacho Vegas o Triángulo de Amor Bizarro haciendo versiones de canciones de La buena vida. En el homenaje destacaron las participaciones de AMA, grupo de Borja y Javi Sánchez, ambos ex La buena vida, y un grupo específico para la ocasión llamado "Sgt. Peter’s Apolo Hearts Club Band" formado por Mikel Aguirre, José Luis Lanzagorta, Raúl Sebastián, Iñaki de Lucas y Joserra Semperena, todos ellos parte en distintos momentos de La buena vida.

## Formación
- Mikel Aguirre (voz y guitarras)
- Pedro San Martín (bajo) (1971-†2011)
- Javier Sánchez (guitarra)
- Raúl Sebastián (batería)
- José Luis Lanzagorta (teclados)
- Iñaki de Lucas (percusión y piano)

Borja Sánchez fundador del grupo y guitarrista principal dejó el grupo tras el disco "Soidemersol".
Irantzu Valencia (cantante) marcó el sonido de La Buena Vida hasta su marcha en 2009 por cuestiones familiares.
Pedro San Martín (bajo) murió en un accidente de tráfico el 15 de mayo de 2011, cuando se desplazaba para ver un concierto de su amigo Nacho Vegas, marcando el fin del grupo.
Iñaki de Lucas no ha sido un componente “formal” del grupo, sin embargo, al ser el productor en su propio estudio de la mayoría de sus discos junto con Joserra Semperena, y haber acompañado a la formación durante su trayectoria, se le asimila como componente también.

### Curiosidades
El hermano de Irantzu Valencia, Ignacio Valencia, fue miembro del dúo musical La Dama Se Esconde. 
El abuelo de Mikel Aguirre fue Juan Urquizu, futbolista y entrenador español vinculado al Athletic de Bilbao. 

## Discografía
| Álbumes de estudio: - 1993: la buena vida (Siesta) - 1994: la buena vida (Siesta) (conocido como Los mejores momentos, título de la primera canción del álbum) - 1997: Soidemersol (Siesta) - 1999: Panorama (Siesta) - 2001: Hallelujah (Siesta) - 2003: Álbum (Sinamon) - 2006: Vidania (Sinamon) EPs y CD-singles: - 1992: la buena vida (Siesta) (conocido como Historia de un verano, título de la una canción del EP) - 1994: la buena vida (Siesta) (conocido como MIra a tu alrededor, título de la primera canción del EP) - 1995: Magnesia (Siesta) - 1996: En bicicleta (RCA) - 2000: Eureka (Siesta) - 2001: Más dura será la caída (Club Fan Fatal). Colaboración con Fangoria - 2001: Qué nos va a pasar (Siesta) - 2002: Harmónica (Siesta) - 2003: Los Planetas (Sinamon) - 2003: Un actor mexicano (Sinamon) - 2003: Desde aquí (Sinamon) - 2004: hh:mm:ss (Sinamon) - 2006: La mitad de nuestras vidas (Sinamon) - 2009: Viaje por países pequeños (El Volcán) (EP lanzado después del abandono de la formación por parte de Irantzu Valencia, siendo Mikel Aguirre el único cantante de todas las canciones) Recopilatorios: - 2006: Sencillos (Siesta, 2006). Box set lazando en diciembre de 2006 que incluye la reedición de los EP de Historia de un verano, Mira a tu alrededor, Magnesia, Eureka y un CD especial de versiones, con Historia de un verano incluyendo Tardes de café y Mira a tu alrededor incluyendo Bajo el paraguas. Sencillos: - «Hoy es domingo» (1992) - «La historia del señor Sömmer» (1993) - «Magnesia» (1995) - «Pacífico» (1997) - «Desde hoy en adelante» (1997) - «Tormenta en la mañana de la vida» (1999) - «Otra vez tú» (2000) - «Qué nos va a pasar» (2001) - «Mirando atrás» (2002) - «Los Planetas» (2003) - «Un actor mexicano» (2003) - «hh-mm-ss» (2004) - «La mitad de nuestras vidas» (2006) Videografía: - «Magnesia» (1995) - «Qué nos va a pasar» (2001) - «Los Planetas» (2003) - «Un actor mexicano» 2003 - «La mitad de nuestras vidas» (2006) - «Viaje por países pequeños» (2009) |

## Reconocimientos

### Julio de 2008
«Qué nos va a pasar», el séptimo corte de Hallelujah!, fue elegida como la mejor canción del indie español de los últimos 30 años, en una votación realizada entre los internautas y oyentes de Radio 3, en un certamen de canciones "indiespensables" puesto en marcha por la Unión Fonográfica Independiente y Radio 3, para celebrar el 4 de julio como Día de la Música Independiente.
«Qué nos va a pasar» resultó ganadora de la votación y, tras ella, «La revolución sexual» de La Casa Azul. «Copenhague» de Vetusta Morla quedó en tercer lugar.

### Enero de 2014
La editorial Libros de Kirlian publica el libro “Menta y Agua. Historias de la Buena Vida”, Varios Autores. Es un libro sobre La Buena Vida surgido por parte de los fanes como homenaje al grupo. Es una colección de voces explicando su relación personal con la banda a lo largo de sus vidas.

## Amateur

### Debut!
En septiembre de 2017, Mikel Aguirre, José Luis Lanzagorta e Iñaki de Lucas, bajo el nombre de Amateur, lanzaron el álbum Debut! con Sony Music, tanto en formato CD como LP. Todo el álbum fue un homenaje dedicado al excomponente también de La buena vida Pedro San Martín. De ese álbum se extrajeron los sencillos El Golpe y Será Verdad. El álbum incluía la colaboración de la excantante Irantzu Valencia en la canción Lo que nunca tuvo que pasar. 
Previamente, en mayo de 2017 lanzaron el EP El Golpe solo en formato digital, incluyendo caras B que no fueron finalmente incluidas en el álbum. En junio de 2017 lanzaron el EP Será Verdad, también solo en formato digital y con canciones adicionales.
El 22 de febrero de 2018 presentaron Debut! en Madrid 

### Impasse
En 2023 anunciaron su nuevo álbum, titulado Impasse, con Mushroom Pillow, solo en formato digital y LP. 
En noviembre de 2023 se presentó El marcador  y en febrero de 2024 el segundo sencillo, Claro de luna. El álbum salió a la venta el 15 de marzo de 2024. El mismo 15 de marzo se lanzó el tercer sencillo, El huerto provenzal (feat. Triángulo de Amor Bizarro) y el sábado 16 de marzo presentaron el álbum oficialmente en la FNAC de Callao, en Madrid.